# Maronea afroalpina
Maronea afroalpina är en lavart som beskrevs av Brusse. Maronea afroalpina ingår i släktet Maronea och familjen Fuscideaceae.   Inga underarter finns listade i Catalogue of Life.